# Adrien Moreau

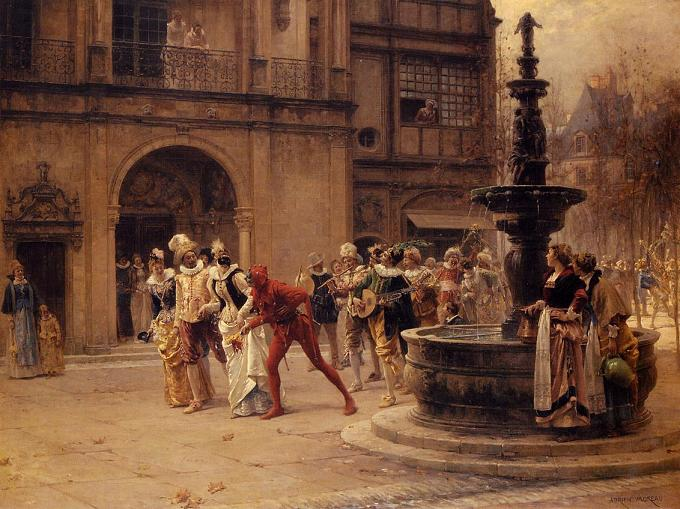
Un bal mascat din secolul al XVII-lea (1887)

Adrien Moreau (18 aprilie 1843 - 22 februarie 1906) a fost un pictor, sculptor și ilustrator francez.

## Biografie
Moreau s-a născut în orașul Troyes din departamentul Aube. El și-a început formarea artistică ca ucenic sticlar, dar a plecat la Paris pentru a studia la École des Beaux-Arts sub îndrumarea maeștrilor Léon Cogniet și Isidore Pils. A expus pentru prima dată la Salonul din Paris în 1868, fiind descris de colegul artist și critic, Joseph Uzanne, ca făcând parte „din rândurile celor mai mari pictori de gen contemporani”. După o pauză prilejuită de Războiul Franco-Prusac, pictura Concert d'Amateurs dans un Atelier d'Artiste (1873) l-a consacrat în ochii publicului, determinând o mare cerere pentru lucrările sale artistice, în special în America.
El a continuat să expună la salon până la sfârșitul vieții sale, fiind distins cu o medalie de argint în 1876 pentru pictura Odihnă la fermă. De asemenea, el a câștigat medalii de argint la Expozițiile Universale de la Paris din 1889 și 1900. Moreau a devenit Cavaler al Legiunii de onoare în 1892.
Moreau a pictat în ulei (inclusiv Grisaille) și acuarelă, iar în timpul vieții sale a devenit bine cunoscut pentru reprezentările istorice ale claselor superioare franceze din secolele trecute, deși el a pictat și peisaje cu țărani și cu viața lor de zi cu zi. El a realizat ilustrații în acuarelă și desene pentru cărți ale unor autori precum Voltaire, Victor Hugo, Alphonse Daudet și Honoré de Balzac. A scris, de asemenea, o carte despre istoria familiei sale, intitulată Les Moreau (1893).
El a murit la Paris în 1906. Lucrările sale artistice sunt expuse în muzee din Carcassonne, Nantes și Troyes. În 1996, pictura Dansatoare țigancă a fost vândută la o licitație pentru un preț mai mare de 260.000 de euro, în timp ce, în America, în aprilie 2010, Concert d'amateurs dans un atelier d'artiste a adus peste 70.000 de dolari.